# Latvajärvi (sjö i Ruokolax, Södra Karelen)
Latvajärvi är en sjö i kommunen Ruokolax i landskapet Södra Karelen i Finland. Sjön ligger 79,5 meter över havet. Arean är 48 hektar och strandlinjen är 4,27 kilometer lång. Sjön  ingår i Vuoksens huvudavrinningsområde.   Den ligger omkring 47 km öster om Villmanstrand och omkring 250 km nordöst om Helsingfors. 